# Serans (Orne)
Serans ist eine Commune déléguée in der französischen Gemeinde Écouché-les-Vallées mit 201 Einwohnern (Stand: 1. Januar 2022) im Département Orne in der Region Normandie. Die Einwohner werden Séranais genannt.
Mit Wirkung vom 1. Januar 2016 wurden die Gemeinden Batilly, La Courbe, Écouché, Loucé, Saint-Ouen-sur-Maire und Serans zu einer Commune nouvelle mit dem Namen Écouché-les-Vallées zusammengeschlossen. Die Gemeinde Serans gehörte zum Arrondissement Argentan und zum Kanton Magny-le-Désert.

## Geographie
Serans liegt an den Flüssen Orne und Cance.

## Bevölkerungsentwicklung
| Jahr                       | 1962 | 1968 | 1975 | 1982 | 1990 | 1999 | 2006 | 2013 |
| Einwohner                  | 197  | 201  | 170  | 160  | 208  | 216  | 214  | 204  |
| Quellen: Cassini und INSEE |      |      |      |      |      |      |      |      |

## Sehenswürdigkeiten
- Kirche Saint-Sulpice aus dem 15. Jahrhundert, Monument historique
- Schloss aus dem 17. Jahrhundert